# Canton du Livradais
Le canton du Livradais est une circonscription électorale française du département de Lot-et-Garonne.

## Histoire
Un nouveau découpage territorial de Lot-et-Garonne entre en vigueur à l'occasion des élections départementales de 2015. Il est défini par le décret du 26 février 2014, en application des lois du 17 mai 2013 (loi organique 2013-402 et loi 2013-403). Les conseillers départementaux sont, à compter de ces élections, élus au scrutin majoritaire binominal mixte. Les électeurs de chaque canton élisent au Conseil départemental, nouvelle appellation du Conseil général, deux membres de sexe différent, qui se présentent en binôme de candidats. Les conseillers départementaux sont élus pour 6 ans au scrutin binominal majoritaire à deux tours, l'accès au second tour nécessitant 12,5 % des inscrits au 1er tour. En outre la totalité des conseillers départementaux est renouvelée. Ce nouveau mode de scrutin nécessite un redécoupage des cantons dont le nombre est divisé par deux avec arrondi à l'unité impaire supérieure si ce nombre n'est pas entier impair, assorti de conditions de seuils minimaux. En Lot-et-Garonne, le nombre de cantons passe ainsi de 40 à 21.
Le canton du Livradais est formé de communes des anciens cantons de Sainte-Livrade-sur-Lot (4 communes), de Cancon (1 commune) et de Monclar (9 communes). Il est entièrement inclus dans l'arrondissement de Villeneuve-sur-Lot. Le bureau centralisateur est situé à Sainte-Livrade-sur-Lot.

## Représentation
| Période élective | Période élective | Mandat | Mandat           | Identité             | Nuance | Nuance | Qualité                                                                                            |
| ---------------- | ---------------- | ------ | ---------------- | -------------------- | ------ | ------ | -------------------------------------------------------------------------------------------------- |
| 2015             | 2016             | 2015   | 2016             | Marie-Serge Beteille |        | DVD    | Secrétaire, Fongrave                                                                               |
| 2015             | 2016             | 2015   | 2016             | Pierre-Jean Pudal    |        | LR     | Médecin, maire de Sainte-Livrade-sur-Lot                                                           |
| 2016             | 2021             | 2016   | 2021             | Jacques Borderie     |        | LR     | Chef d'entreprise 1er adjoint au maire de Sainte-Livrade-sur-Lot                                   |
| 2016             | 2021             | 2016   | 2017 (démission) | Marie Labit          |        | LR     | Conseillère municipal de Monclar                                                                   |
| 2016             | 2021             | 2017   | en cours         | Séverine Besson      |        | LR     | Agricultrice Adjointe au maire de Sainte-Livrade-sur-Lot jusqu'en 2020                             |
| 2021             | 2028             | 2021   | en cours         | Jacques Borderie     |        | LR     | Conseiller sortant, chef d'entreprise retraité, Premier asjoint au maire de Sainte-Livrade-sur-Lot |
| 2021             | 2028             | 2021   | en cours         | Marie-Laure Grenier  |        | LREM   | Professeure en lycée agricole, maire de Casseneuil                                                 |

### Résultats détaillés

#### Élections de mars 2015
À l'issue du 1er tour des élections départementales de 2015, trois binômes sont en ballottage : Marie-Serge Beteille et Pierre-Jean Pudal (UMP, 33,97 %), Pierre Jeanneau et Claire Pasut (PS, 30,84 %) et Christelle Bourgain et Daniel Cadiot (FN, 29,14 %). Le taux de participation est de 59,19 % (6 286 votants sur 10 620 inscrits) contre 57,81 % au niveau départemental et 50,17 % au niveau national.
Au second tour, Marie-Serge Beteille et Pierre-Jean Pudal (UMP) sont élus avec 38,87 % des suffrages exprimés et un taux de participation de 65,37 % (2 617 voix pour 6 941 votants et 10 618 inscrits).
Les juges du tribunal administratif ont annulé ce scrutin du fait de l'importante distribution de « colis de Noël » à Sainte-Livrade-sur-Lot, là-même où le candidat de l'Union de la droite, Pierre-Jean Pudal, est maire. Un recours avait été déposé auprès du Conseil d’État en avril 2015, non pas par le binôme de droite, mais par Claire Pasut (PS). Elle estimait que le tribunal administratif n'était pas allé assez loin et réclamait l'inéligibilité de Pierre-Jean Pudal. Le 13 juin 2016, les juges de la section du contentieux ont confirmé l’annulation de l’élection de Pierre-Jean Pudal (LR) et Marie-Serge Béteille (DVD) au conseil départemental, prononcée en première instance par le tribunal administratif de Bordeaux et ont déclaré une inéligibilité de six mois pour les deux élus.
Une élection partielle a eu lieu les 11 et 18 septembre 2016. À l'issue du second tour, le binôme formé par Jacques Borderie et Marie Labit (LR, 54,69 %) s'impose face à Pierre Jeanneau et Karine Lafinestre (PS, 45,31 %).
Marie Labit a démissionné et a été remplacée par Séverine Besson en octobre 2017.

#### Élections de juin 2021
Le premier tour des élections départementales de 2021 est marqué par un très faible taux de participation (33,26 % au niveau national). Dans le canton du Livradais, ce taux de participation est de 38,43 % (4 072 votants sur 10 595 inscrits) contre 39,29 % au niveau départemental. À l'issue de ce premier tour, deux binômes sont en ballottage : Jacques Borderie et Marie-Laure Grenier (Union au centre et à droite, 33,62 %) et Severine Besson et Patrick Franken (DVD, 24,12 %).
Le second tour des élections est marqué une nouvelle fois par une abstention massive équivalente au premier tour. Les taux de participation sont de 34,36 % au niveau national, 41,08 % dans le département et 39,01 % dans le canton du Livradais. Jacques Borderie et Marie-Laure Grenier (Union au centre et à droite) sont élus avec 53,63 % des suffrages exprimés (1 945 voix pour 4 134 votants et 10 596 inscrits),,.

## Composition
Le canton du Livradais comprend quatorze communes entières.
| Nom                                            | Code Insee | Intercommunalité         | Superficie (km2) | Population (dernière pop. légale) | Densité (hab./km2) | Modifier                                    |
| ---------------------------------------------- | ---------- | ------------------------ | ---------------- | --------------------------------- | ------------------ | ------------------------------------------- |
| Sainte-Livrade-sur-Lot (bureau centralisateur) | 47252      | CA du Grand Villeneuvois | 30,94            | 6 518 (2022)                      | 211                | modifier les données · modifier les données |
| Allez-et-Cazeneuve                             | 47006      | CA du Grand Villeneuvois | 10,69            | 609 (2022)                        | 57                 | modifier les données · modifier les données |
| Casseneuil                                     | 47049      | CA du Grand Villeneuvois | 18,09            | 2 340 (2022)                      | 129                | modifier les données · modifier les données |
| Dolmayrac                                      | 47081      | CA du Grand Villeneuvois | 19,40            | 714 (2022)                        | 37                 | modifier les données · modifier les données |
| Fongrave                                       | 47099      | CA du Grand Villeneuvois | 9,46             | 625 (2022)                        | 66                 | modifier les données · modifier les données |
| Monclar                                        | 47173      | CC Lot et Tolzac         | 24,02            | 898 (2022)                        | 37                 | modifier les données · modifier les données |
| Montastruc                                     | 47182      | CC Lot et Tolzac         | 24,88            | 233 (2022)                        | 9,4                | modifier les données · modifier les données |
| Pinel-Hauterive                                | 47206      | CC Lot et Tolzac         | 21,77            | 572 (2022)                        | 26                 | modifier les données · modifier les données |
| Saint-Étienne-de-Fougères                      | 47239      | CA du Grand Villeneuvois | 9,90             | 862 (2022)                        | 87                 | modifier les données · modifier les données |
| Saint-Pastour                                  | 47265      | CC Lot et Tolzac         | 14,52            | 377 (2022)                        | 26                 | modifier les données · modifier les données |
| Le Temple-sur-Lot                              | 47306      | CC Lot et Tolzac         | 16,91            | 1 112 (2022)                      | 66                 | modifier les données · modifier les données |
| Tombebœuf                                      | 47309      | CC Lot et Tolzac         | 18,38            | 448 (2022)                        | 24                 | modifier les données · modifier les données |
| Tourtrès                                       | 47313      | CC Lot et Tolzac         | 11,71            | 140 (2022)                        | 12                 | modifier les données · modifier les données |
| Villebramar                                    | 47319      | CC Lot et Tolzac         | 10,06            | 109 (2022)                        | 11                 | modifier les données · modifier les données |
| Canton du Livradais                            | 4712       |                          | 240,73           | 15 557 (2022)                     | 65                 | modifier les données                        |

## Démographie
En 2022, le canton comptait 15 557 habitants, en évolution de +1,64 % par rapport à 2016 (Lot-et-Garonne : −0,18 %, France hors Mayotte : +2,11 %).
| 2013   | 2018   | 2022   |
| ------ | ------ | ------ |
| 15 076 | 15 445 | 15 557 |